# جاويد باشا
جاويد باشا

```
أو جواد باشا هو أحد ولاة 
الدولة العثمانية
 الذي أصبح والياً على 
بغداد
 للفترة من 1914-1915م، خلفاً للوالي 
حسين جلال بك
.
[
1
]
```

فبعد ان تم عزل الوالي حسين جلال بك في أول يوم العيد الأضحى 10 أيلول سنة 1913م، وبعدها سافر إلى إسطنبول صباح الأربعاء 26 ذي الحجة سنة 1331ه‍، فخلفه في الولاية وكالة مفتش الفيلق محمد فاضل باشا الداغستاني، إعتباراً من يوم سفره إلى يوم 20 أو 21 صفر سنة 1332ه‍ (18كانون الثاني سنة 1914م) وهو يوم ورود الوالي الجديد جاويد باشا.

## إستلام الولاية
قدم الوالي جاويد باشا ومعه بهاء الدين بك رئيس أركان الحرب و18 ضابطاً منهم 11 عربيا والباقون من الترك وقدم معه فؤاد أفندي مدير الأملاك الأميرية سابقًا في بغداد وعين مفتشاً للأوقاف في العراق براتب (5000) قرش ولمعاونه مصطفى شفيق (3500) قرش، والأستاذ حكمت بك سليمان قائممقام مركز بغداد وهو أخو محمود شوكت باشا الشهير ومعهم خليل هجري بك مدير تحرير الولاية، و عبدي بك قائد الدرك في بغداد. فاستقبل وأطلقت له المدافع. وللوالي سيارة بقيمة (600) ليرة.
ثم عين الوالي مفتشاً لفيلق بغداد، كان يسمى الفيلق السادس ولكن التقسيمات الأخيرة جعلته يدعى (الفيلق الرابع عشر).
وقبل ورود هذا الوالي شاغبت عليه الجرائد وتوسمت فيه الشر على العراق وأهله وأوجست خيفة منه، وبالغت في ان المقصود الوقيعة بالعراقيين من جراء فعلاته بالألبانيين فكان ذلك داعية إلى معاقبتهم على هذا التنديد.
قام ببعض الجولات التابعة لبغداد ولم تمض مدة طويلة حتى أعلنت الدولة العثمانية النفير العام، وتبعه إعلان الحرب العظمى، وتبدلت الأمور، واضطرب العالم أجمع واختل أمر العراق لما أصابه من حمل ثقيل.

## عزله
بعد ان وصلت أخبار غامضة عن إحتلال البصرة من قبل الإنجليز، ولم يعلن عن إحتلالها، ولا ما أصاب العراق من وقائع، وأنما جرى الهمس، والكلام الخفي في ان البصرة سقطت وان الحرب في العزير، والناس بين مصدق ومكذب، فكان عزل الوالي ضرورة لازمة لما وقع.
وقد خلفه الوالي سليمان نظيف بك في 18 صفر سنة 1333ه‍، (5 كانون الثاني سنة 1915م).

## مؤلفاته
كان جاويد باشا قد ألف كتابا سنة 1334 رومية، تحدث فيه عن أوضاع الحرب العامة والتدابير المتخذة في بغداد سماه (عراق سفري) أي (حرب العراق)، وجه على دولته الذم ما شاء ان يوجه، ويعد كتابه وثيقة من وثائق الحرب في العراق طبع في السنة المذكورة بمطبعة (مدافعة) في إسطنبول.